# Gaby wartet im Park
Gaby wartet im Park ist ein Lied des österreichisch-Schweizer Sängers Udo Jürgens aus dem Jahr 1981.

## Entstehung und Veröffentlichung
Geschrieben wurde das Lied vom Interpreten selbst, zusammen mit dem Koautoren Michael Kunze. Für die Produktion zeichnete Joachim Heider verantwortlich.
Die Erstveröffentlichung von Gaby wartet im Park erfolgte als Single im Jahr 1981 bei Ariola. Diese erschien als 7″-Single mit der B-Seite Willkommen in meinem Leben (Katalognummer: 102 977). Im gleichen Jahr erschien es als Teil von Jürgens’ Studioalbum Willkommen in meinem Leben (Katalognummer: 203 485-365).

## Chartplatzierungen
| ChartsChartplatzierungen | Höchstplatzierung | Wochen |
| ------------------------ | ----------------- | ------ |
| Deutschland (GfK)        | 37 (15 Wo.)       | 15     |

## Coverversionen
1986 nahm der Sänger Eddy Smets eine Coverversion unter dem Titel Nancy wacht in het park in Niederländische Sprache und mit anderem weiblichen Vornamen (Nancy statt Gaby) auf.